# Ladies love outlaws (album van Waylon Jennings)
Ladies love outlaws is een muziekalbum van Waylon Jennings uit 1972. Het album werd uiteindelijk de naamgever van de muziekstijl outlaw-country.
Jennings was zelf slecht te spreken over dit album en noemde het een hoodwink job (verslikking) van zijn platenlabel RCA. Volgens hem waren enkele nummers nog niet af en leken andere meer op demoversies dan op afgewerkte albumtracks. Het nummer Never been to Spain was hij zelfs nooit van plan geweest uit te brengen. Thom Jurek is in een recensie voor AllMusic milder gestemd. Hij noemt het album niet perfect maar is positief over met name vier nummers:  het laatstgenoemde, de titelsong Ladies love outlaws, Delta dawn en Crazy arms.
Jennings schreef niettemin geschiedenis met het album, omdat het uiteindelijk de naamgever was voor de muziekstijl outlaw-country. Aanvankelijk werd deze naam nog niet opgepakt en ook een jaar later nog niet, toen Jennings muziek als outlaw werd gekarakteriseerd door Hazel Smith, een publicist uit Nashville. Smith noemde niet alleen de term maar verwees ook naar dit album van Jennings dat hij er goed bij vond passen. De naamgeving werd voorgoed een feit toen Jennings met Jessi Colter, Willie Nelson en Tompall Glaser het album Wanted! The outlaws (1976) uitbracht.
Het album bereikte nummer 11 in de Top Country Albums van Billboard; het slotnummer Under your spell again werd uitgebracht op een single en bereikte nummer 39 in de Hot Country Songs.

## Nummers
| Nr. | naam                                     | schrijver                       | duur |
| --- | ---------------------------------------- | ------------------------------- | ---- |
| A1  | Ladies love outlaws                      | Lee Clayton                     | 2:31 |
| A2  | Never been to Spain                      | Hoyt Axton                      | 2:34 |
| A3  | Sure didn't take him long                | Waylon Jennings                 | 2:20 |
| A4  | Crazy arms                               | Chuck Seals en Ralph Mooney     | 2:34 |
| A5  | Revelation                               | Bobby Braddock                  | 3:13 |
| B1  | Delta dawn                               | Alex Harvey en Larry Collins    | 3:21 |
| B2  | Frisco depot                             | Mickey Newbury                  | 4:58 |
| B3  | Thanks                                   | Bill Martin en Phil Coulter     | 2:26 |
| B4  | I think it's time she learned            | Jessi Colter en Waylon Jennings | 2:48 |
| B5  | Under your spell again, met Jessi Colter | Buck Owens en Dusty Rhodes      | 2:57 |